# Зече-при-Бучах
Зече-при-Бучах (словен. Zeče pri Bučah) — поселення в общині Козє, Савинський регіон, Словенія. Висота над рівнем моря: 343,8 м. 